# Ishme-Dagan (Isin)
Ishme-Dagan (fl. XX secolo a.C.) è stato amorreo dell'età paleo-babilonese.

## Biografia
Ishme-Dagan, durante il periodo antico babilonese, rimase in carica negli anni, che vanno da ca. il 1890 a.C. a ca. 1870 a.C. secondo la cronologia bassa o da ca. il 1954 a.C. a ca. il 1934 a.C., secondo la cronologia media. È stato il quarto re della Prima dinastia di Isin. Regnò venti anni, secondo la Lista reale sumerica, succedendo al padre Iddin-Dagān. Brevi o quasi nulle le notizie su questo sovrano, da non confondere con l'omonimo sovrano assiro. È stato uno dei re che, intorno al 1950 a.C., contribuì al ripristino del complesso sacro dell'Ekur. In una citazione viene ricordato come colui che lo ha fatto di nuovo fragrante d'incenso profumato come una foresta di cedri.

## Reperti archeologici
1. ↑  Sumerian King List extant in 16 copies, Scheda Archiviato il 30 luglio 2016 in Internet Archive. su livius.org.